# Теорема Рибчинського
Теоре́ма Рибчи́нського — у теорії Хекшера-Оліна збільшувана пропозиція одного з факторів виробництва приводить до збільшення виробництва і доходів у тій галузі, де цей фактор використовується відносно більш інтенсивно, і до скорочення виробництва і доходів у галузі, де цей фактор використовується відносно менш інтенсивно.
Сформульована в 1955 році британським економістом Тадеушем Рибчинським. Згідно з теоремою Рибчинського, зростання пропозиції одного з двох факторів виробництва призводить до непропорційного збільшення виробництва того товару, у якому інтенсивно використовується цей зрослий фактор, і до зниження виробництва другого товару, який використовує цей фактор відносно менш інтенсивно.

## Історія створення
На початку ХХ століття класична модель зовнішньої торгівлі Роберта Торренса і Давида Рікарда, запропонована ними в 1815-1817 роках, стала піддаватися критиці. На зміну старій моделі стала формуватися неокласична модель зовнішньої торгівлі Хекшера-Оліна-Самуельсона. В рамках нової моделі була опублікована стаття «Початковий запас факторів і відносні ціни товарів» британського економіста Тадеуша Рибчинського в 1955 році. У статті було визначено теорема впливу зростання факторів виробництва на випуск товарів, яка стала називатися теорема Рибчинського. У 1965 році американський економіст Рональд Джонс до теореми Рибчинського додав ефект посилення Джонса про непропорційність впливу факторів.

## Визначення
При однакових нормах заміщення у виробництві збільшення кількості одного фактора приводить до розширення випуску товару, пов'язаного з використанням відносно великого обсягу цього фактора, і до скорочення випуску товару, пов'язаного з використанням відносно меншого обсягу того ж фактора .
Згідно ефекту посилення Джонса, збільшується пропозиція одного з факторів призводить до більшого відсоткового збільшення виробництва і до зростання доходів в тій галузі, в якій фактор використовується інтенсивніше, і до скорочення виробництва в інших галузях.

## Допущення
Передумови ідентичні як для теореми Столпера-Самуельсона, крім передумови про зміну цін, які постійні:
- економіка закрита;
- країна виробляє два товари і має два фактора виробництва, які подільні, мобільні і взаємозамінні;
- виробнича функція лінійна і однорідна;
- жоден з товарів не використовується для виробництва іншого;
- існує досконала конкуренція;
- пропозиція факторів є фіксованою;
- для виробництва першого товару інтенсивно використовується перший фактор, для другого товару - другий фактор;
- обидва чинники можуть переміщатися між галузями, але не між країнами.

## Висновки з теореми
Країни експортують ті товари, у виробництві якого використовується фактор виробництва, яким краще забезпечені ці країни. Розширення виробництва на експорт надлишкового фактора призведе до падіння виробництва в інших галузях, для яких даний фактор не є відносно надлишковим. У цих галузях зростає потреба в імпорті. Розширення виробництва недостатнього фактора призведе до зростання виробництва в імпортозамінних галузях і скоротить потребу в імпорті. Теорема Рибчинського є загальним випадком голландської хвороби, тобто зростання виробництва та експорту в одних галузях призводить до падіння виробництва в інших галузях, а в окремих випадках спад у другій галузі перевищує позитивне зростання виробництва в першій галузі, виникає ефект розоряє зростання і деіндустріалізації.
Як приклад, розробка нових родовищ по видобутку корисних копалин може загальмувати розвиток інших галузей, в тому числі машинобудуванні. А інтенсивне накопичення капіталу і зростання кваліфікації співробітників може привести до скорочення видобутку корисних копалин і збільшить зростання залежності від імпорту сировини